# スコット・ミラー (アメリカンフットボール)
スコット・ミラー（Scott Miller 1968年10月20日- ）は、アリゾナ州フェニックス出身のアメリカンフットボール選手。NFLのマイアミ・ドルフィンズで1991年から1996年まで6シーズン所属した。ポジションはワイドレシーバー。
UCLAから1991年のNFLドラフト9巡目でマイアミ・ドルフィンズに指名されて入団した。同年のアメリカンボウルで来日し、MVPに選ばれた。
1995年は、オフシーズンのチーム練習で左ひざの靭帯を損傷して、シーズン絶望となった。
1996年、プレシーズンゲーム第1週のタンパベイ・バッカニアーズ戦では第4ダウン2ヤードで、ダン・マリーノからのパスをレシーブ、17ヤードのTDパスをあげた。同年のレギュラーシーズン開幕戦で初先発を果たした。プロでの先発はこの1試合だけで、キャリアを通じて、主にスペシャルチームで起用された。
1997年春、サラリーキャップを空けるためにドルフィンズから解雇された。その後7月、契約を結び直したが、左ひざの手術を行い、8月にチームから解雇された。